# Dölpa Sherab Gyatsho
| Tibetische Bezeichnung                            |
| ------------------------------------------------- |
| Wylie-Transliteration: dol-pa shes-rab rgya-mtsho |

Geshe Dölpa Sherab Gyatsho (tib. dol pa shes rab rgya mtsho; geb. 1059; gest. 1131) war ein Vertreter der Kadam-Schule des tibetischen Buddhismus.

## Leben
Dölpa Sherab Gyatsho wurde 1059 geboren. Er war ein Schüler von Potowa (1027/1031–1105). Geshe Dölpa gehörte zur Tradition der Kadam Shungpawa (gzhung pa ba) – einer der drei Überlieferungslinien von Lamrim (lam rim)-Unterweisungen von Dromtönpa – die von Dromtönpa an Potowa und weiter an Sharawa überliefert wurde, und über weitere Lehrer dann an Tsongkhapa.

## Be'ubum Gönpo
Dölpa Sherab Gyatsho ist der Verfasser des Be'ubum Gönpo (Be'u-bum sngon-po) bzw. Blauen Kompendiums, einer Sammlung des Typs be'u bum (d. h. mit Anekdoten und Sprüchen), die der Tibetologe und Religionshistoriker Bryan J. Cuevas kurz so beschreibt:

„One of the most famous of such collections is the eleventh-century Blue Calf’s Nipple (Be’u bum sngon po) by Dölpa Sherab Gyatso (Dol pa Shes rab rgya mtsho, 1059–1131), which comprises sayings of the early Kadampa (Bka' gdams pa) teachers, and is linked both by content and structure to the genre of lojong (blo sbyong), “mental training,” and by extension also to the lam rim, or “stages of the path.”“

Über das Sammeln von Verdiensten (Pali: puñña) werden von Kadampa Geshe Dölpa selbst die Worte zitiert: 

„If you collect merit, purify your obstacles and practice guru devotion, which causes you to receive blessings in your heart, and put effort into meditating on the path, even the difficult realizations you believe won’t happen will happen within a few years.“